# Эскадренные миноносцы типа «Портер»
Эскадренные миноносцы типа «Портер» — тип эскадренных миноносцев военно-морских сил США. Фактически являлись лидерами эскадренных миноносцев, но официально числились эсминцами.

## История проектирования и строительства
Проект эскадренных миноносцев типа «Портер» был создан американскими конструкторами в начале 1930-х годов; назначением новых эсминцев было проведение дальних флотских операций в Tихом океане и поддержка действий собственных эскадренных миноносцев. В американском бюджете на 1933/1934 финансовый год было профинансировано строительство 4 эсминцев типа. Однако спустя два месяца после того, как Франклин Д. Рузвельт стал президентом, им был подписан закон, согласно которому число строящихся эсминцев типа возросло до 8 единиц.
Существуют серьёзные сомнения в том, что исходное стандартное водоизмещение этих эсминцев действительно составляло объявленные 1843 длинных тонны. Так например, стандартное водоизмещение DD-357, DD-359 и DD-360 после всех переделок в 1945 году составило 2154 тонны (полное — 2857 тонн).

### Энергетическая установка
Размещение ГЭУ — линейное.
Рабочее давление пара — 400 psi (27,2 атм.), температура — 341 °C (645 °F).

## Вооружение
Главной особенностью эсминцев нового проекта стало мощное артиллерийское вооружение — 8 неуниверсальных 127-мм орудий Mark 12, в спаренных башенных установках Mark 22 со скорострельностью 12…15 выстрелов в минуту на ствол, при сохранении довольно сильного торпедного вооружения — 2 счетвёренных торпедных аппаратов, управляемых с помощью директора Марк 27. Тип был первоначально оснащен торпедами Марк 12, которые были заменены на Марка 15, начиная с 1938 года. Торпеды Mk 12 состояли на вооружении с 1928 года и имели дальность 7000 ярдов (6400 м) ходом 44 узлов и 15 000 ярдов (13 711 м) ходом 27 узлов. Боеголовка содержала 500 фунтов (227 кг) тринитротолуола. Торпеды Mk 15 состояли на вооружении с 1936 года и имели дальность 6000 ярдов (5486 м) ходом 45 узлов и 15 000 ярдов (13 711 м) ходом 26,5 узлов. Боеголовка содержала 494 фунтов (224 кг) тринитротолуола. Эсминцы несли восемь запасных торпед. Бомбосбрасыватели находились на корме. Отказ от универсальности главного калибра для начала 1930-х гг. представлялся не большой ценой за два дополнительных ствола главного калибра. В качестве компенсации предусматривалась установка 2x4 28-мм зенитных автоматов — по одному в носу (перед мостиком) и корме (на кормовой надстройке).

## Служба
Из 8 эсминцев один (USS Porter) погиб во время Второй мировой войны 26 октября 1942 года в битве при Санта-Круз.

## Список эскадренных миноносцев типа «Портер»
- USS Porter (DD-356)
- USS Selfridge (DD-357)
- USS McDougal (DD-358)
- USS Winslow (DD-359)
- USS Phelps (DD-360)
- USS Clark (DD-361)
- USS Moffett (DD-362)
- USS Balch (DD-363)

## Оценка проекта
| Сравнительные ТТХ предвоенных эсминцев и лидеров |                               |                                   |                  |                              |                  |                                         |                          |                                   |
| Тип                                              | «Портер»                      | «HMS Faulknor»                    | «Мэхэн»          | «Маэстрале»                  | «Асасио»         | «Ленинград»                             | «Леберехт Маасс»         | «Ле Фантаск»                      |
| Построено единиц                                 | 8                             | 2                                 | 18               | 4                            | 10               | 3                                       | 4                        | 6                                 |
| Размерения Д×Ш×О, м                              | 116×11,2×3,2                  | 104,5×10,3×3,8                    | 104,0×10,7×3,8   | 106,7×10,2×3,31              | 115,0×10,3×3,7   | 127,5×11,7×4,18                         | 119×11,3×4,3             | 132,4×12,4×5                      |
| Водоизмещение, стандартное/полное, дл. т         | 1850/2597                     | 1460/2144                         | 1500/2100        | 1590/2172                    | 1962/2370        | 2000/2651                               | 2197/3106                | 2528/3326                         |
| Артиллерия ГК                                    | 127-мм/38 — 4×2               | 120-мм/45 — 5×1                   | 127-мм/38 — 5×1  | 120-мм/50 — 2×2              | 127-мм/50 — 3×2  | 130-мм/50 — 5×1                         | 127-мм/45 — 5×1          | 138-мм/50 — 5×1                   |
| Зенитная артиллерия                              | 28-мм/75 — 2×4, 12,7-мм — 2×1 | 12,7-мм — 2×4                     | 12,7-мм — 4×1    | 13,2-мм — 2×2 40-мм/39 — 2×1 | 25-мм — 2×2      | 76-мм — 2×1, 45-мм — 2×1, 12,7-мм — 4×1 | 37-мм — 2×2, 20-мм — 6×1 | 37-мм — 2×2, 13,2-мм — 2×2        |
| Торпедное вооружение                             | 2 × 4 — 533-мм                | 2 × 4 — 533-мм                    | 3 × 4 — 533-мм   | 2 × 3 — 533-мм               | 2 × 4 — 610-мм   | 2 × 4 — 533-мм                          | 2 × 4 — 533-мм           | 3 × 3 — 550-мм                    |
| Противолодочное вооружение                       | 14 ГБ                         | ГЛ «Асдик», 20 ГБ                 | 14 ГБ            |                              | 16 ГБ            | 30 ГБ                                   | 18 ГБ                    | 16 ГБ                             |
| Энергетическая установка                         | ПТ, 50 000 л. с.              | ПТ, 38 000 л. с.                  | ПТ, 49 000 л. с. | ПТ, 44 000 л. с.             | ПТ, 50 000 л. с. | ПТ, 66 000 л. с.                        | ПТ, 70 000 л. с.         | ПТ, 74 000 л. с.                  |
| Максимальная скорость, узлов                     | 37                            | 36                                | 36               | 38                           | 35               | 40                                      | 38                       | 38                                |
| Дальность плавания, морские мили                 | 6500 на 12 узлах              | 6840 на 12 узлах 6350 на 15 узлах | 6500 на 12 узлах | 4000 на 12 узлах             | 5700 на 15 узлах | 2100 на 20 узлах                        | 1900 на 19 узлах         | 4000 на 15 узлах 2500 на 25 узлах |